# Kulam (Kuta Makmur)
Kulam is een bestuurslaag in het regentschap Aceh Utara van de provincie Atjeh, Indonesië. Kulam telt 409 inwoners (volkstelling 2010).